# Buccellati (gastronomia)
I buccellati, cuccidati, o cuccidata sono biscotti tipici della Sicilia consumati durante il periodo natalizio. I buccellati sono composti da un impasto dolce che racchiude un cuore di fichi, frutta secca, miele, spezie, arancia, e confettura di albicocca. I buccellati sono tipicamente rivestiti di glassa (o in alternativa marmellata o miele) e palline di zucchero.
I cucciddata sono inseriti nella lista dei prodotti agroalimentari tradizionali siciliani. Il termine cuccidati identifica anche dei dolcetti simili a coroncine sempre tipici della regione.
I buccellati vanno distinti dai simili cosi duci, e dal buccellato palermitano, che ha invece una forma a ciambella.